# Новосанжарский район
Новосанжа́рский райо́н (первоначально Но́во-Сенжа́рский; укр. Новосанжарський район) — упразднённая административная единица на юго-востоке Полтавской области Украины. Административный центр — посёлок городского типа Новые Санжары.

## География
Новосанжарский район находится на юго-востоке Полтавской области Украины.
С ним соседствуют Машевский, Полтавский, Решетиловский, Кобелякский районы Полтавской области, Царичанский и Магдалиновский районы Днепропетровской области.
Площадь — 1300 км².
Административный центр — посёлок городского типа Новые Санжары.
Через район протекают реки Ворскла, Орель, Тагамлык, Полузерье, Кустолово, Кобелячка, Волчий, Маячка, Нехворощанка, Заплавка.

## История
Район образован в 1923 году. 17 июля 2020 года в результате административно-территориальной реформы район вошёл в состав Полтавского района.

## Демография
Население района составляет 33 308 человека (2019),
в том числе городское — 8 179 человек,
сельское — 25 129 человек.

## Административное устройство
Район включает в себя:
| - Поселковых советов: 1 - Сельских советов: 28 | - Посёлков: 1 - Сёл: 76 |

### Местные советы[7]
| - Новосанжарский поселковый совет - Богдановский сельский совет - Великокобелячковский сельский совет - Великосолонцовский сельский совет - Галущиногреблянский сельский совет - Драбиновский сельский совет - Зачепиловский сельский совет - Клюсовский сельский совет - Крутобалковский сельский совет - Кунцевский сельский совет - Кустоловский сельский совет - Лелюховский сельский совет - Ливенский сельский совет - Малокобелячковский сельский совет - Малоперещепинский сельский совет | - Маячковский сельский совет - Нехворощанский сельский совет - Писаревский сельский совет - Пологовский сельский совет - Полузорский сельский совет - Поповский сельский совет - Старосанжарский сельский совет - Руденковский сельский совет - Соколово-Балковский сельский совет - Столбино-Долинский сельский совет - Судовский сельский совет - Супротивнобалковский сельский совет - Сухомаячковский сельский совет - Шедиевский сельский совет |

### Населённые пункты[8]
| с. Андреевка с. Баловка с. Бечевое с. Богдановка с. Бондуры с. Бридуны с. Бурты с. Варваровка с. Великие Солонцы с. Великий Кобелячек с. Великое Болото с. Веселка с. Висичи с. Волковка с. Вольная Степь с. Галущина Гребля с. Ганжи с. Горобцы с. Грекопавловка с. Губаревка | с. Давыдовка с. Дмитренки с. Долгая Пустошь с. Драбиновка с. Дубина с. Дудкин Гай с. Емцева Долина с. Забродки с. Зачепиловка с. Кальницкое с. Клюсовка с. Кобы с. Козубы с. Крутая Балка с. Кунцево с. Кустолово с. Кустолово Первое с. Лахны с. Лелюховка с. Ливенское | с. Луговое с. Лысовка с. Малая Перещепина с. Малые Солонцы с. Малый Кобелячек с. Маньковка с. Марьяновка с. Маячка с. Мушина Гребля с. Назаренки с. Нехвороща пгт Новые Санжары с. Олейники с. Пасечное с. Писаревка с. Пологи с. Пологи-Низ с. Полузорье с. Попово с. Пристанционное | с. Пудловка с. Радужное с. Рекуновка с. Руденковка с. Светловщина с. Собковка с. Соколова Балка с. Старые Санжары с. Столбина Долина с. Стрижевщина с. Судовка с. Сулимы с. Супротивная Балка с. Сухая Маячка с. Шедиево с. Шелкоплясы с. Шпортки |

#### Ликвидированные населённые пункты[9]
| с. Белокони с. Гергели | с. Кочубеевка с. Шевцы |

## Транспорт
- Автостанция Новые Санжары.
- Железнодорожная станция «Новые Санжары» (в с. Руденковка).

## Культура
- Библиотека Новые Санжары.
- Большое количество неординарных памятников. Например: «место примирения», «Слава трудящимся» и т. п.
- Множество мусорок и лавочек, а также фонарей.
- Парк Матери и Стандартный.
- Стадион Новые Санжары.